# カイ・オーゲ・ストランド

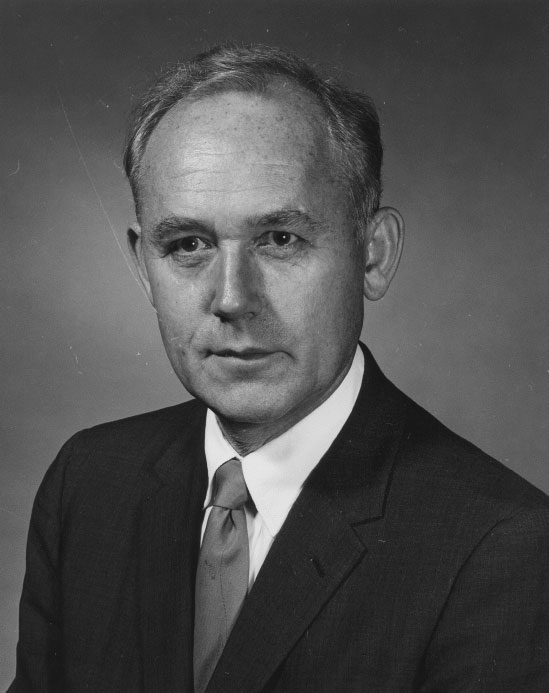
Kaj Aage Strand

カイ・オーゲ・ストランド（Kaj Aage Strand, 1907年2月27日 - 2000年10月31日）はデンマーク・ストックホルム生まれで、オランダ、アメリカ合衆国で働いた天文学者である。太陽系に近い恒星の相対運動を精密に測定し、はくちょう座61番星に知られていない惑星か褐色矮星が伴星として存在するという説を1943年に発表した。
コペンハーゲン大学で学び、1933年からオランダのライデン大学で、アイナー・ヘルツシュプルングのもとで働いた。1938年からアメリカにわたりスワースモア大学、シカゴ大学で働いた。1947年からディアボーン天文台の所長を務めた。はくちょう座61番星の固有運動の約5年周期のふらつきから 惑星か褐色矮星があるとする発表をおこなったが、現在はその観測結果は信じられていない。
小惑星(3236)ストランドに名を残す。